# Ga Bản Tân
Ga Bản Tân là một ga tàu điện ngầm trên Tuyến vòng thuộc Hệ thống đường sắt đô thị Đài Bắc mở cửa vào ngày 31 tháng 1 năm 2020. Nó nằm ở Bản Kiều, Tân Bắc, Đài Loan.

## Bố trí ga
|    |                               | |
| 4F | Tầng kết nối                  | Ke ga-nối cầu vượt |
| 3F | Ke ga, cửa sẽ mở hai bên phải | Ke ga, cửa sẽ mở hai bên phải                                                                                          |
| 3F | Ke ga 1                       | ← Tuyến vòng hướng đi Khu công nghiệp Tân Bắc (Y16 Bản Kiều)                                                           |
| 3F | Ke ga 2                       | → Tuyến vòng hướng đi Đại Bình Lâm (Y14 Trung Nguyên) →                                                                |
| 3F | Ke ga, cửa sẽ mở hai bên phải | |
| 3F | Phòng chờ                     | Hành lang, quầy thông tin, máy bán vé tự động, cửa hàng, cổng soát vé 1 chiều, nhà vệ sinh (bên ngoài khu vực soát vé) |

| Đường đi | Tầng mặt đất | Lối vào ra |

## Xung quanh ga
- Sân vận động Bản Kiều
- Công viên Dân Sinh